# 小澤正直
小澤 正直（おざわ まさなお、1950年 - ）は、日本の数学者、数理物理学者。名古屋大学名誉教授。国立情報学研究所客員教授。理学博士（東京工業大学）。東京都出身。

## 研究
干渉計による重力波検出実験（重力波 (相対論)#重力波の検出実験）において、従来不確定性原理から来ると信じられていた限界を破って観測結果が得られるかどうかという問題に対し、「限界を破れる」ことを証明し、肯定的に解決した。これによって、干渉計による重力波検出実験は、原理面での正当性が与えられた。
これを理論付けたのは、不確定性原理においてハイゼンベルクの示した関係式に補正項を付け加えた形をした式で「小澤の不等式」と呼ばれている。小澤の不等式は、従来混同されがちであった、量子自身の性質である不確定性原理による量子的揺らぎと、測定精度の限界や測定の影響を明確に区別するものである。2012年1月にこの式の正しさを証明する実験結果が報告された（不確定性原理#小澤の関係式）。

## 経歴
- 1974年 東京工業大学理学部情報科学科卒業
- 1976年 東京工業大学理工学研究科情報科学専攻修士課程修了（この間、吉田夏彦研究室にも出入りし、科学哲学も学ぶ）
- 1979年 東京工業大学理工学研究科情報科学専攻博士課程修了 東京工業大学 理学博士「Contributions to the mathematical foundations of quantum information theory and stationary processes（量子情報理論と定常過程論の数学的基礎に関する研究）」
- 1979年 東京工業大学講師
- 1985年 名古屋大学講師
- 1986年 名古屋大学助教授
- 1995年 名古屋大学教授
- 2001年 東北大学教授（大学院情報科学研究科）
- 2008年 名古屋大学教授（大学院情報科学研究科）

## 受賞等
- 1980年 手島記念研究賞
- 2008年 日本数学会賞秋季賞[1]
- 2010年 文部科学大臣表彰科学技術賞（研究部門）[2]
- 2010年 玉川大学より量子通信国際賞 (The International Quantum Communication Award)[3]
- 2012年 第1回藤原洋数理科学賞大賞
- 2013年 第66回中日文化賞
- 2015年 紫綬褒章[4]
- 2023年 瑞宝中綬章[5][6]

## 参考資料
- 石井茂『ハイゼンベルクの顕微鏡：不確定性原理は超えられるか』日経BP社、2005年、ISBN 4822282333
- H22文部科学大臣表彰 1 < 受賞│名古屋大学 大学院 情報科学研究科
- 細谷暁夫「小澤正直氏の受賞に寄せて」『数学通信』第15巻第2号、日本数学会、2010年。